# Keyontae Johnson

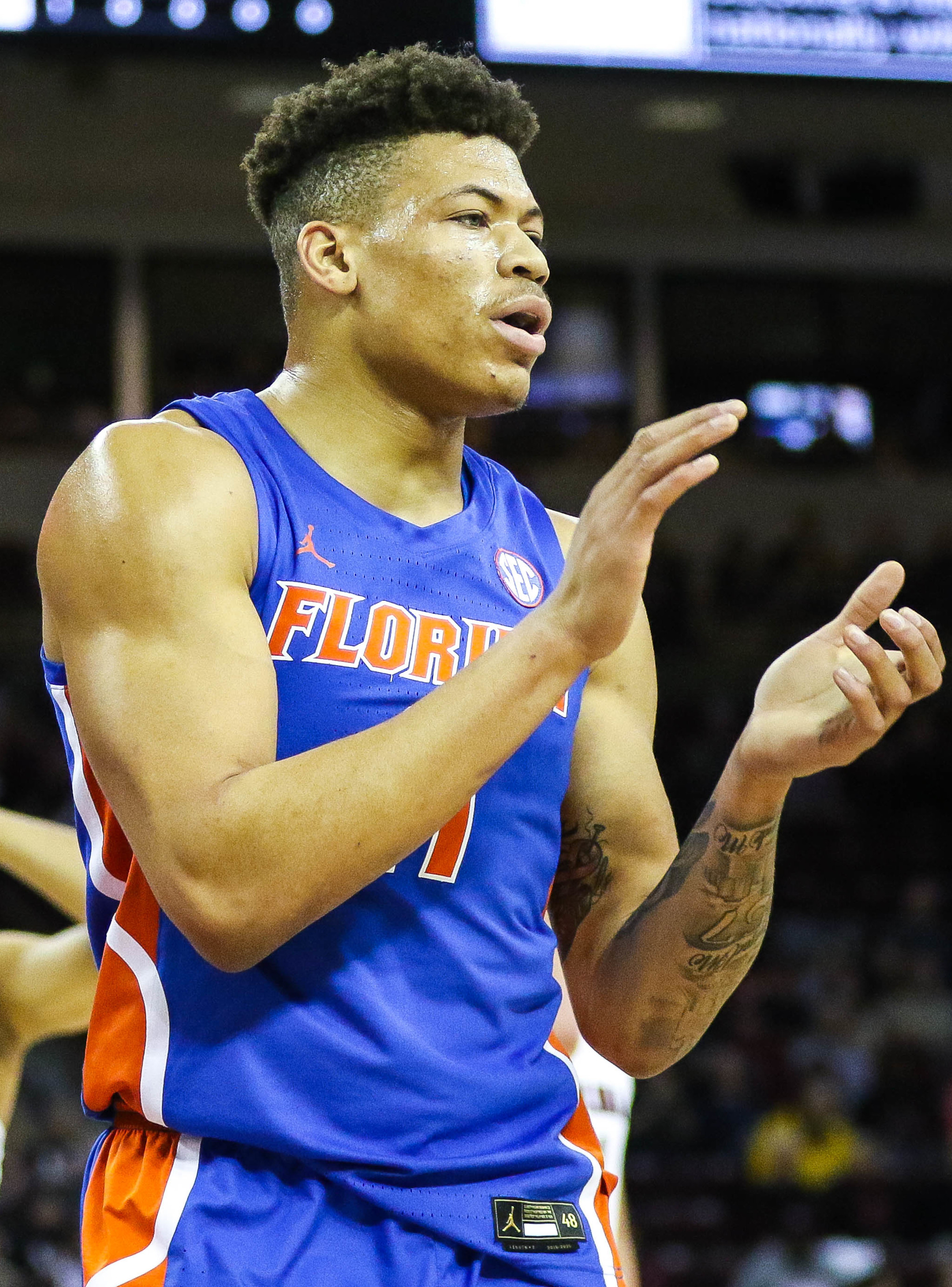
Keyontae Johnson, 2020.

Marrecus Keyontae Johnson, född 24 maj 2000 i Norfolk i Virginia, är en amerikansk professionell basketspelare (SF) som spelar för Oklahoma City Thunder i National Basketball Association (NBA).
Han draftades av Oklahoma City Thunder i andra rundan i 2023 års draft som 50:e spelare totalt.
Innan Johnson blev proffs studerade han först vid University of Florida och spelade för deras idrottsförening Florida Gators. Han blev senare överförd till Kansas State University för spel i Kansas State Wildcats.